# حسن قريطم
حسن قريطم سياسي لبناني. تولى في العام 1960 منصب السكرتير العام للحزب الشيوعي اللبناني.